# Wassili Wassiljewitsch Latyschew

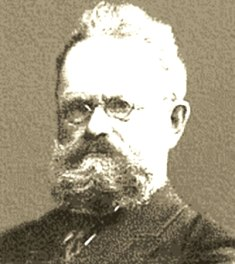
Wassili Latyschew

Wassili Wassiljewitsch Latyschew (russisch Василий Васильевич Латышев, wiss. Transliteration Vasilij Vasil'evič Latyšev; * 29. Julijul. / 10. August 1855greg. in Dijewo, Gouvernement Twer, heute Oblast Twer; † 2. Mai 1921 in Petrograd) war ein russischer Epigraphiker, Altphilologe und Althistoriker.

## Leben
Wassili Latyschew studierte Klassische Philologie und Geschichte und wurde insbesondere von Theodor Sokolow beeinflusst. Nach dem Studium wurde er zunächst Lehrer am Gymnasium in Vilnius, danach wechselte er als Dozent an das historisch-philologische Institut der Universität Sankt Petersburg, dessen Direktor er später wurde. 1890 wurde Latyschew zudem Assistent des Hochschulrates des Unterrichtsbezirks Kasan. 1885 wurde Latyschew zum ordentlichen Mitglied des Deutschen Archäologischen Instituts, 1891 auf Antrag Ulrich Köhlers, Theodor Mommsens, Adolf Kirchhoffs und Ernst Curtius’ korrespondierendes Mitglied der Preußischen Akademie der Wissenschaften und 1893 zum ordentlichen Mitglied der Russischen Akademie der Wissenschaften.
Latyschew verfasste unter anderem ein Buch über die Geschichte des antiken Olbias und ein weiteres Buch über die Kalender mehrerer griechischer Stämme und Städte, sein herausragender Verdienst liegt jedoch in der griechischen Epigraphik. Zwischen 1885 und 1901 brachte er das vierbändige Werk Inscriptiones antiquae orae septentrionalis Ponti Euxini, Graecae et Latinae heraus. Darin sammelte er in der Form des Corpus Inscriptionum Graecarum die Inschriften des Schwarzmeerraumes. Dieser Bereich war für die Bearbeiter des von Deutschland aus initiierten Werkes immer problematisch gewesen, da ihnen oft die sprachlichen Voraussetzungen und die Kontakte fehlten, um die weit in Russland verstreuten Funde mit Inschriften auswerten zu können. Noch 1965 wurde das Werk, das in Teilen 1916 in zweiter Auflage herausgegeben wurde, neu herausgebracht. Weitere Werke Latyschews, die nie ins Deutsche übersetzt wurden, gab das Zentralantiquariat der Deutschen Demokratischen Republik in den 1970er-Jahren als Reprint heraus. Die besondere Wertschätzung der Arbeiten Latyschews wird durch die ungewöhnlich frühe Wahl zum korrespondierenden Mitglied der Preußischen Akademie der Wissenschaften im Alter von nur 35 Jahren deutlich.